# Road manager
Dans l'industrie musicale, le road manager est la personne qui s'occupe des tournées.
Dans la pratique, les grandes tournées sont organisées différemment[évasif].  
En français, on pourrait dire : l'organisateur, l'organisatrice des tournées ou tourneur, mais le terme est peu utilisé.
Ses responsabilités sont (liste non exhaustive) : les dates et plannings des villes visitées, la réservation des billets et des hôtels dans chaque ville, la location du matériel (éventuellement), la coordination des autres artistes du spectacle, les rendez-vous de promotion dans les médias, les besoins des artistes, ainsi qu'un travail de comptabilité.
À ne pas confondre avec tour manager pour les tournées de plus grande ampleur.